# 本牧市民公園
本牧市民公園（ほんもくしみんこうえん）は、神奈川県横浜市中区本牧にある公園。周辺の海が埋立造成された際に造られ、1969年（昭和44年）に開園した。

## 主な施設
- 上海横浜友好園
1989年（平成元年）に友好都市提携15周年の記念に、上海市から寄贈された。上海の豫園などの中国江南の伝統的庭園様式に模して、夏には蓮の花が咲き乱れる池の中に九曲橋・湖心亭・玉蘭庁の建物が浮かぶように配置されている。老朽化が進んで一時建物へ立ち入ることはできなかったが、改修工事が完了して、2021年7月26日にリニューアル・オープンした。[2]三渓園の南門を出たところにある[3]。
- テニスコート
- とんぼ池
夏には睡蓮が咲く。「本牧市民公園トンボ池」で、平成7年度国土交通省手づくり郷土賞（自然部門）受賞。
- 蒸気機関車 (D51 516) と転車台と鉄道貨車衡機
機関車の炭水車は隣接する運動公園のスプリンクラーの受水槽として使用しており、炭水車上部に金網と有刺鉄線が張られている。国鉄時代の高島線の高島貨物駅にある、機関区に所属し使用されていた。
- 八聖殿（横浜市八聖殿郷土資料館）
大正・昭和初期の政治家、安達謙蔵（1864〜1948）が、法隆寺夢殿を模して1933年（昭和8年）に建立した八角形の建造物。キリスト、ソクラテス、孔子、釈迦、聖徳太子、空海、親鸞、日蓮の八聖人を祀る廟として建てられたが、現在は、かつて漁村であった横浜の面影を伝える郷土博物館となり、漁具などの民俗資料が展示されている。なお八聖殿の正確な所在地は、隣接する本牧臨海公園側である。

## ギャラリー

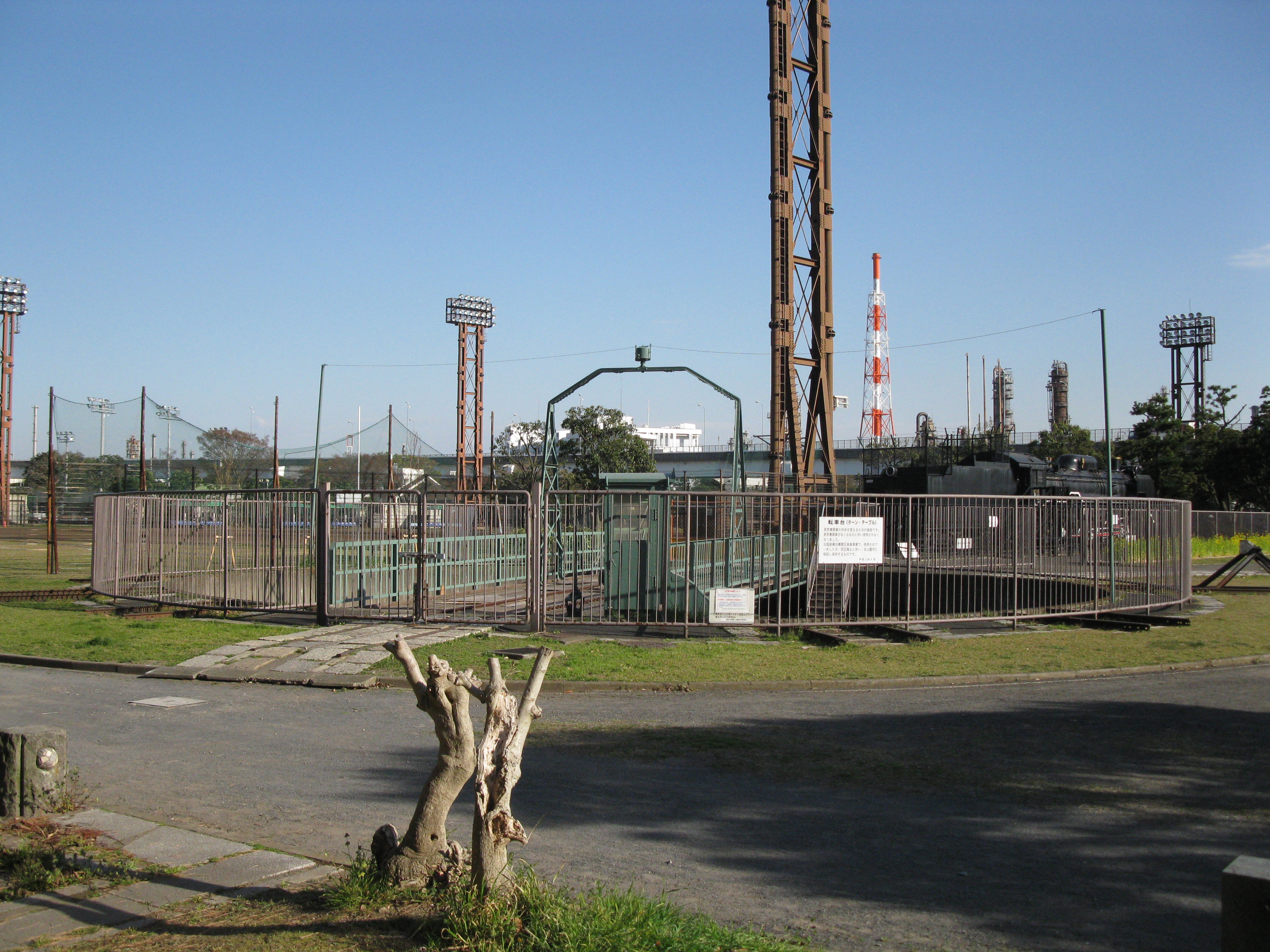
保存されている転車台
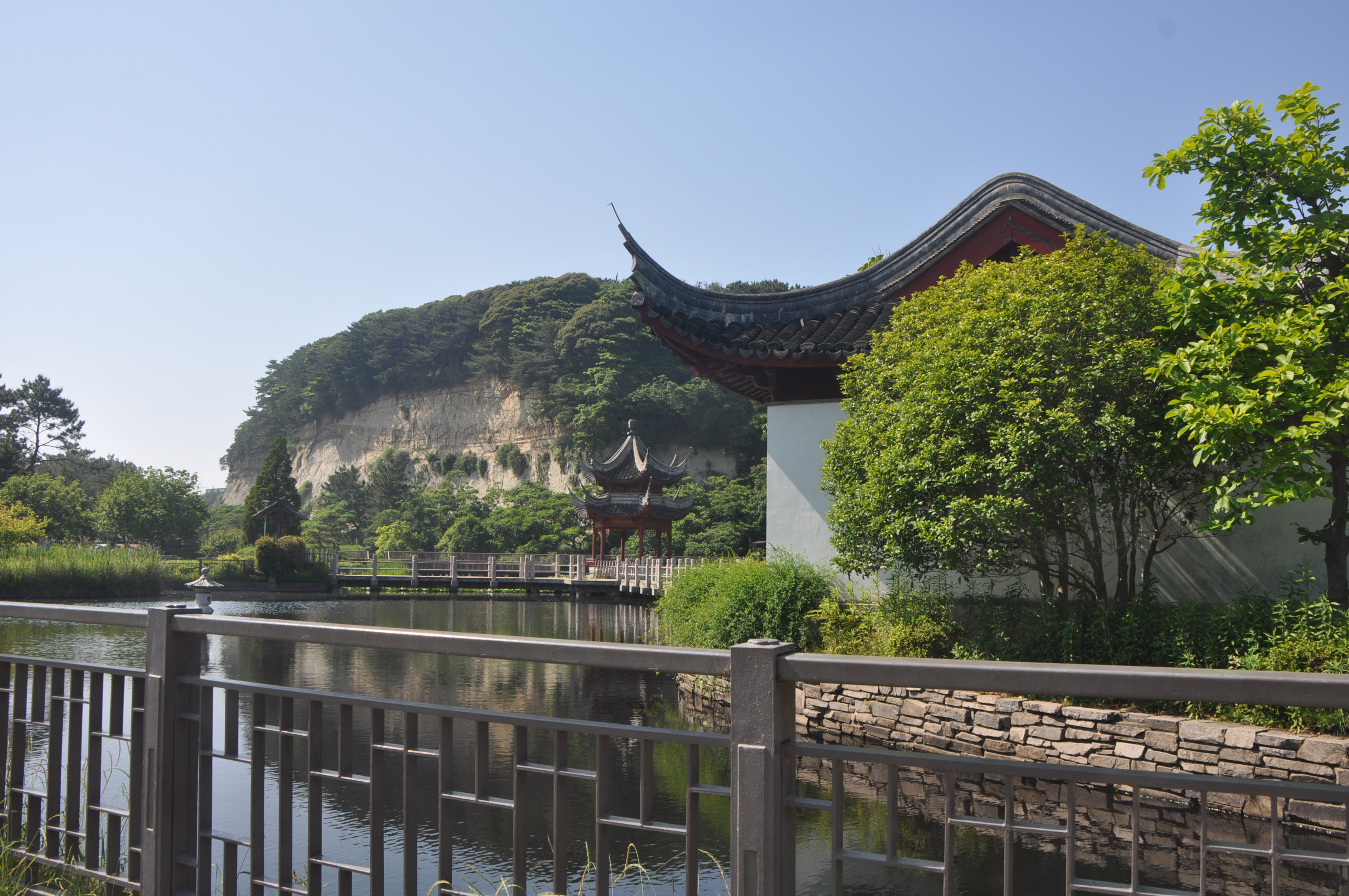
上海横浜友好園（正面奥に湖心亭と九曲橋、右に玉蘭庁）
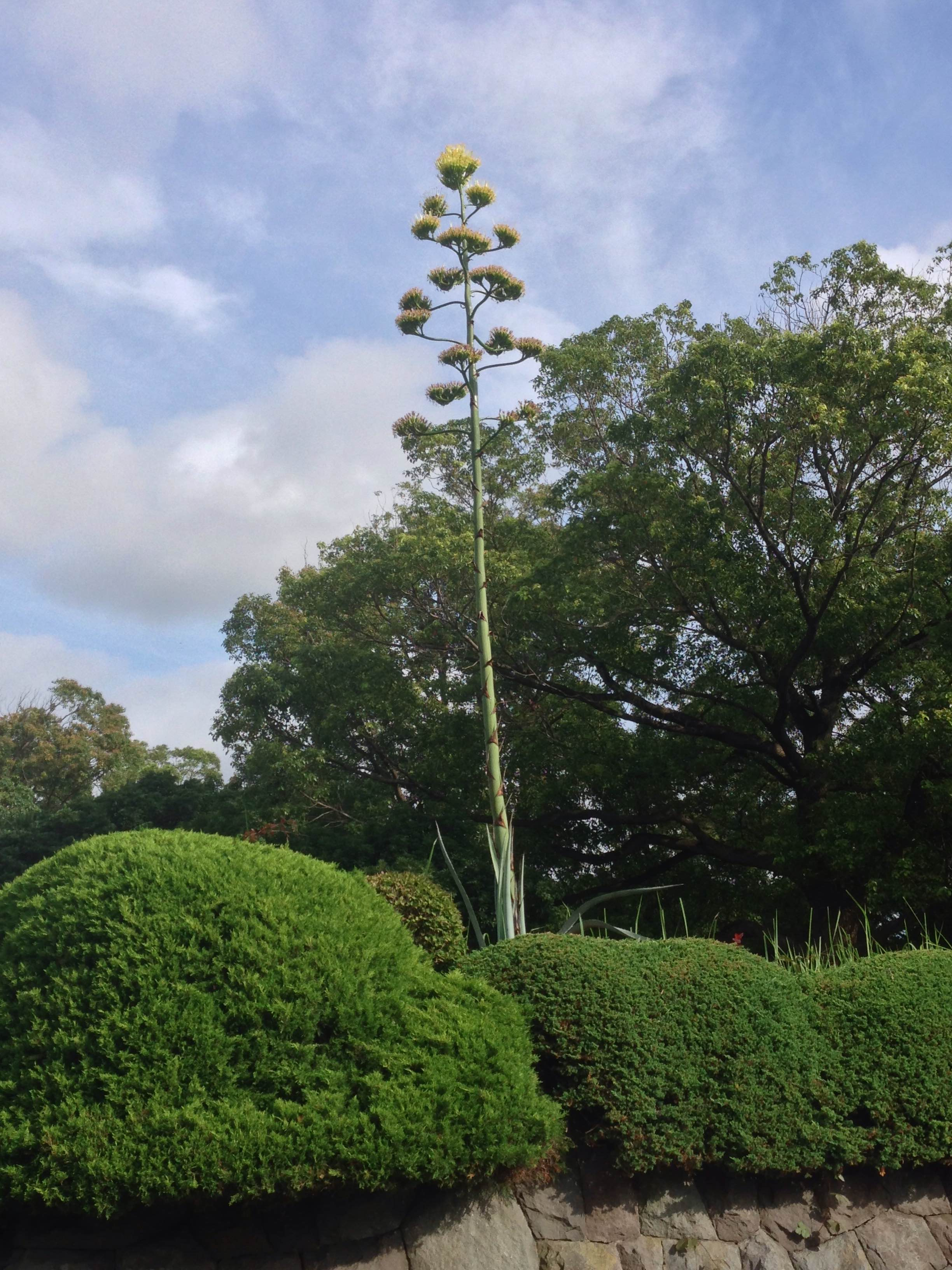
2016年7月に開花したアオノリュウゼツラン（開花後に刈り取り）

## 周辺施設
- 三溪園
- 本牧臨海公園
- 本牧市民プール（1969年開業[4]、老朽化のため2016年から休業していたが2023年7月にリニューアルオープン[4]）